# Skaten-Rångsen
Skaten-Rångsen este o arie protejată (arie specială de conservare — SAC, sit de importanță comunitară — SCI) din Suedia întinsă pe o suprafață de 2.232,2 ha, integral pe uscat.

## Localizare
Centrul sitului Skaten-Rångsen este situat la coordonatele 60°27′07″N 18°08′10″E / 60.452°N 18.1361°E.

## Înființare
Situl Skaten-Rångsen a fost declarat sit de importanță comunitară în ianuarie 1997 pentru a proteja un număr necunoscut de specii din flora spontană și fauna sălbatică aflate în arealul zonei. Situl a fost protejat și ca arie specială de conservare în martie 2011.

## Biodiversitate
Situată în ecoregiunile boreală și marină baltică, aria protejată conține 12 habitate naturale: Golfuri mici largi și golfuri puțin adânci, Taiga vestică, Păduri fino-scandinave bogate în ierburi cu Picea abies, Roci stâncoase cu vegetație pionieră de Sedo-Scleranthion sau Sedo albi-Veronicion dillenii, Vegetație perenă pe țărmurile stâncoase, Mlaștini alcaline, Pășuni de coastă din Baltica boreală, Lagune de coastă, Păduri naturale în etape succesive primare ale suprafețelor emergente de coastă, Ape puternic oligomezotrofe cu vegetație bentonică cu Chara spp., Insulițe și insule mici din Baltica boreală, Terase mlăștinoase și terase nisipoase neacoperite de apă la reflux.
La baza desemnării sitului se află un număr nedeclarat de specii protejate.